# Herch Moysés Nussenzveig
Herch Moysés Nussenzveig (São Paulo, 16 de janeiro de 1933 – Rio de Janeiro, 5 de novembro de 2022) foi um físico, pesquisador e professor universitário brasileiro de origem judaica.
Grande oficial da Grã-Cruz da Ordem Nacional do Mérito Científico e membro da Academia Brasileira de Ciências (ABC), Moysés era professor professor emérito da Universidade Federal do Rio de Janeiro(UFRJ). Foi diretor do Instituto de Física da Universidade de São Paulo (IFUSP) entre 1978 e 1982.

## Biografia
Nascido na capital paulista em 1933. Era filho de Michel e Regina Nussenzveig, ambos judeus poloneses que imigraram para o Brasil em 1920 devido à onda de antissemitismo que varreu a Polônia na época. Seu pai, ao chegar ao Brasil, tornou-se mascate, vendendo roupas a prestação. Ele levava amostras, apresentando aos comerciantes como boa parte da população judaica do Bom Retiro onde acabaram se estabelecendo.
Criado no Bom Retiro, a casa da família ficava na rua Prates, número 712. Estudou em escolas públicas, começando os estudos no Grupo Escolar Prudente de Moraes, perto da Pinacoteca do Estado de São Paulo. O estudo secundário foi feito no Ginásio de São Paulo. Muito bom aluno, Moysés gostava muito de ler, principalmente as obras de Júlio Verne.
Em 1951, aos 17 anos, Moysés foi para a França, onde ficou um ano estudando matemática geral com bolsa de estudos na Universidade de Paris. Todo mês, seus pais mandavam dinheiro para completar o valor da bolsa para que ele pudesse se manter em Paris. Ao retornar para o Brasil, Moysés ingressou na Universidade de São Paulo (USP).
Moysés formou-se em física pela USP em 1954, com doutorado em 1957 sob a orientação de Guido Beck. Em 1962, Nussenzveig tornou-se professor do Centro Brasileiro de Pesquisas Físicas, mas no ano seguinte, por conta da crise econômica e da inflação que tornou difícil viver com o salário de professor do CBPF, ele e a esposa, Micheline, também professora do CBPF, decidiram passar um tempo no exterior, até que a situação econômica do Brasil melhorasse. Nussenzveig conseguiu um emprego de professor visitante do Instituto Courant de Ciências Matemáticas da Universidade de Nova Iorque e em setembro de 1963 embarcou com a esposa e a filha mais velha para os Estados Unidos. Em fevereiro de 1964, Nussenzveig aceitou um convite de Roberto Salmeron para ser professor da Universidade de Brasília, mas logo depois, entre março e abril de 1964, veio o golpe militar e o casal Nussenzveig decidiu permanecer nos Estados Unidos por mais tempo. O que para eles seria uma estadia curta, agora por motivações políticas, acabou se estendendo por mais de uma década. Em 1964 ele trabalhou no Instituto de Estudos Avançados de Princeton, então dirigido por Robert Oppenheimer e, em 1966, a convite de Emil Wolf foi para a Universidade de Rochester, onde permaneceu até retornar ao Brasil em 1975.
No período que passou em Rochester, Nussenzveig acompanhou em primeira mão debates importantes sobre coerência e a natureza da luz que surgiram sobretudo após a invenção do laser e que deram origem ao novo campo de pesquisa chamado de óptica quântica. Ele foi quem ministrou os primeiros cursos de óptica quântica na América Latina, onde teve um papel importante na divulgação deste novo campo. As notas de aulas daqueles cursos deram origem a um dos primeiros livros de introdução à óptica quântica do mundo, intitulado Introduction to Quantum Optics.
Após retornar ao Brasil, foi professor do Instituto de Física da Universidade de São Paulo, da Pontifícia Universidade Católica do Rio de Janeiro e da Universidade Federal do Rio de Janeiro.
Foi presidente da Sociedade Brasileira de Física de 1981 a 1983. Recebeu em 1986 o Prêmio Max Born, outorgado pela Optical Society a cientistas que tenham dado contribuições significativas no campo da óptica.

## Obras
É autor de vários livros didáticos, entre eles a coleção Curso de Física Básica, que foi premiada com o Prêmio Jabuti em 1999 na categoria Ciências Exatas, Tecnologia e Informática.

## Vida pessoal
A família de Nussenzveig  dedicou-se às ciências: Herch tinha dois irmãos, entre eles o imunologista Victor Nussenzweig. Era casado com Micheline, química, com quem teve três filhos: a matemática Helena, o físico Paulo e o bioquímico Roberto.

## Morte
Moysés morreu em 5 de novembro de 2022, aos 89 anos, no Rio de Janeiro.